# Itapirapuã
Itapirapuã is een gemeente in de Braziliaanse deelstaat Goiás. De gemeente telt 7.792 inwoners (schatting 2009).

## Verkeer en vervoer
De plaats ligt aan de radiale snelweg BR-070 tussen Brasilia en Cáceres. Daarnaast ligt ze aan de wegen GO-070 en GO-432.